# Mortes em janeiro de 2018
Mortes em 2018: ← Janeiro – Fevereiro – Março – Abril – Maio – Junho – Julho – Agosto – Setembro – Outubro – Novembro – Dezembro →
Esta é uma relação de pessoas notáveis que morreram durante o mês de janeiro de 2018, listando nome, nacionalidade, ocupação e ano de nascimento.

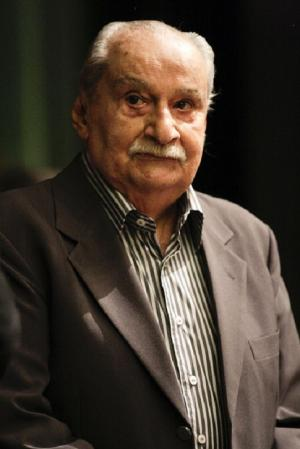
Carlos Heitor Cony, jornalista e escritor brasileiro.

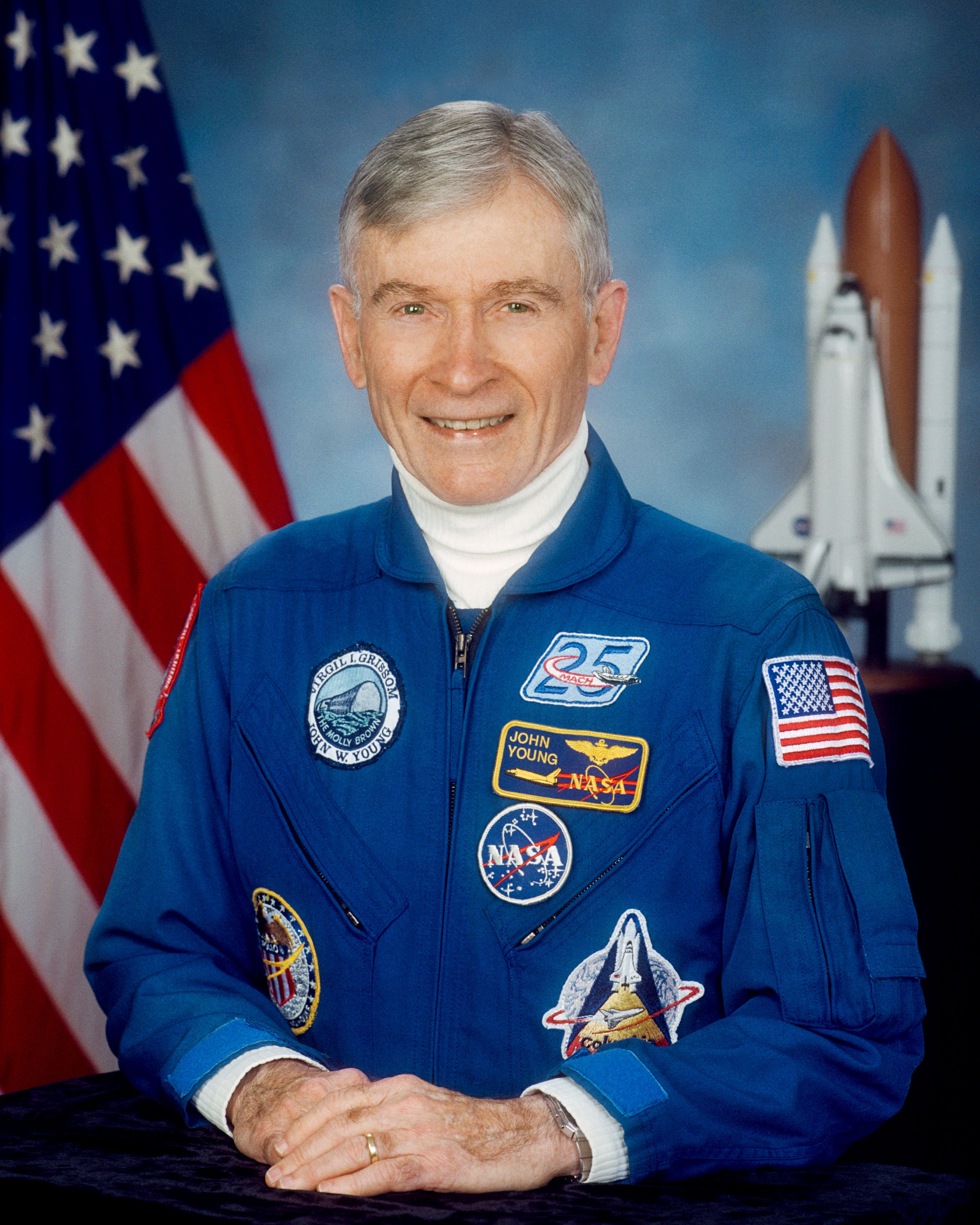
John Watts Young, astronauta estadunidense.

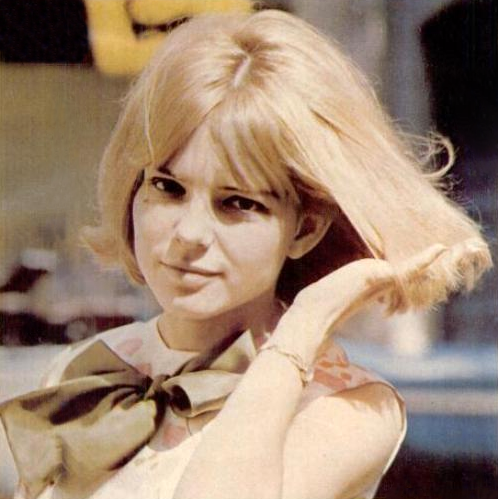
France Gall, cantora francesa.

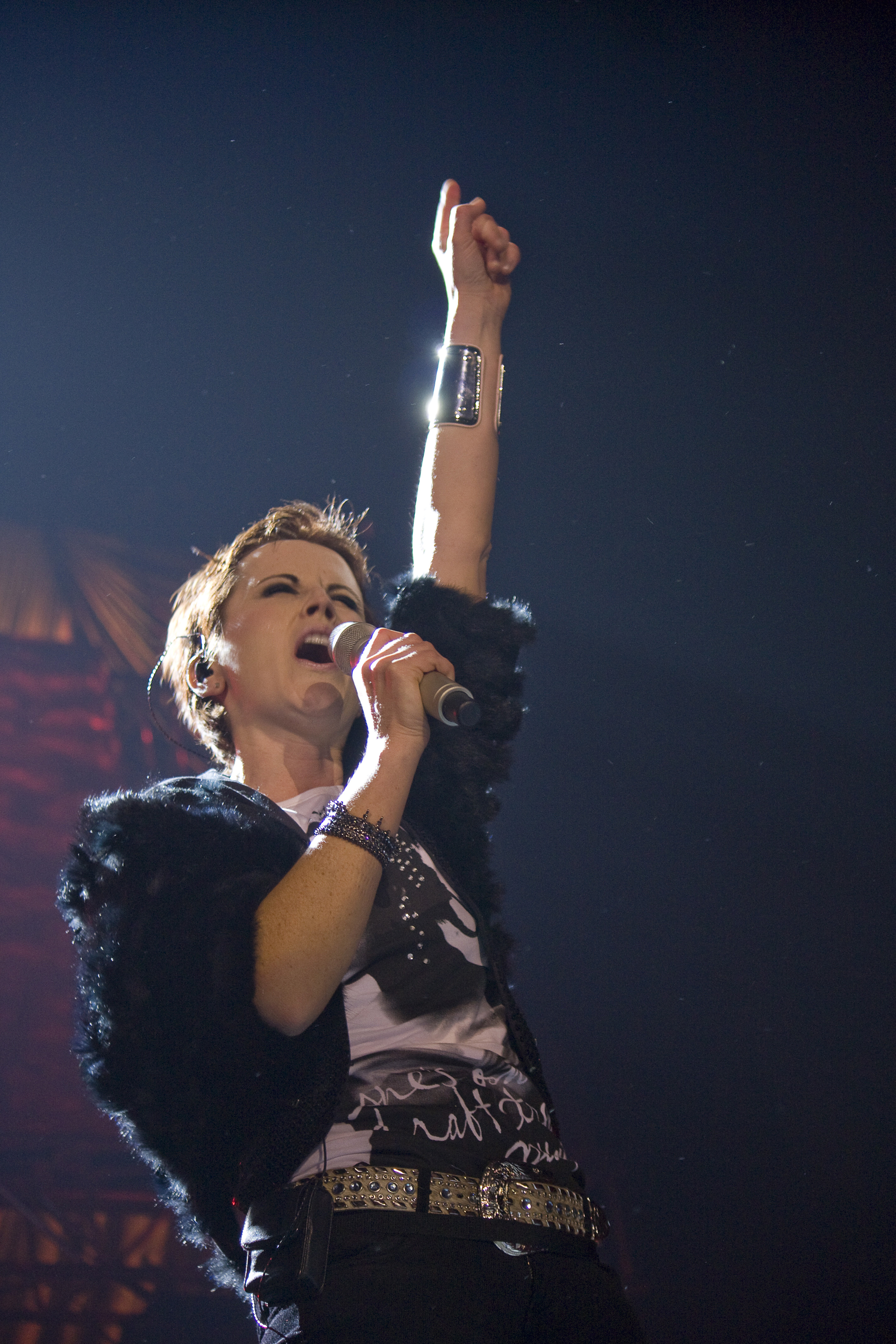
Dolores O'Riordan, cantora e compositora irlandesa.

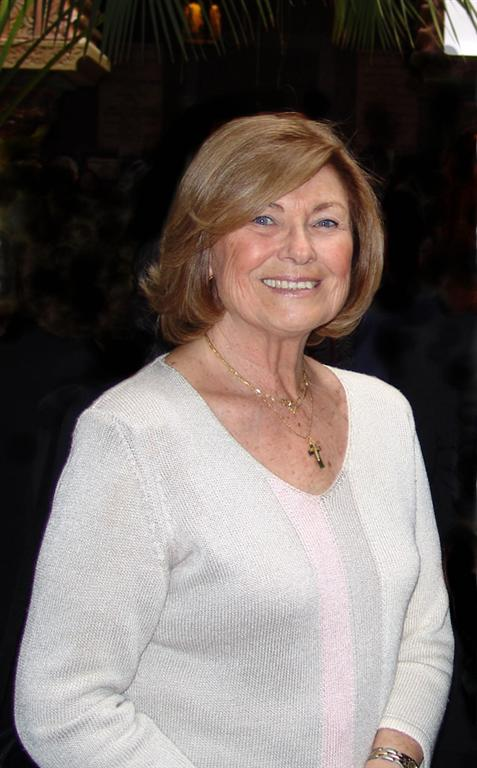
Madalena Iglésias, cantora portuguesa.

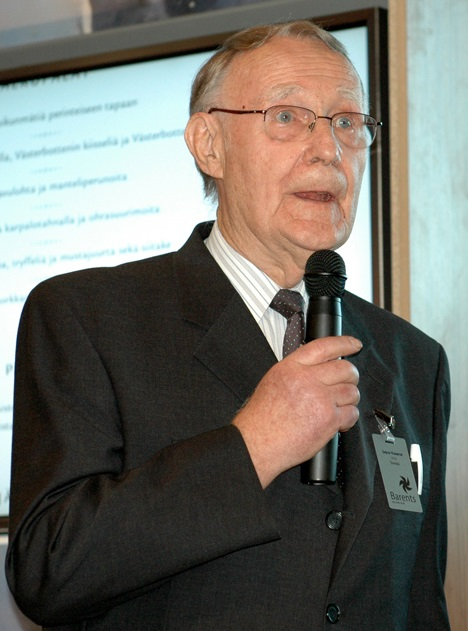
Ingvar Kamprad, empresário sueco.

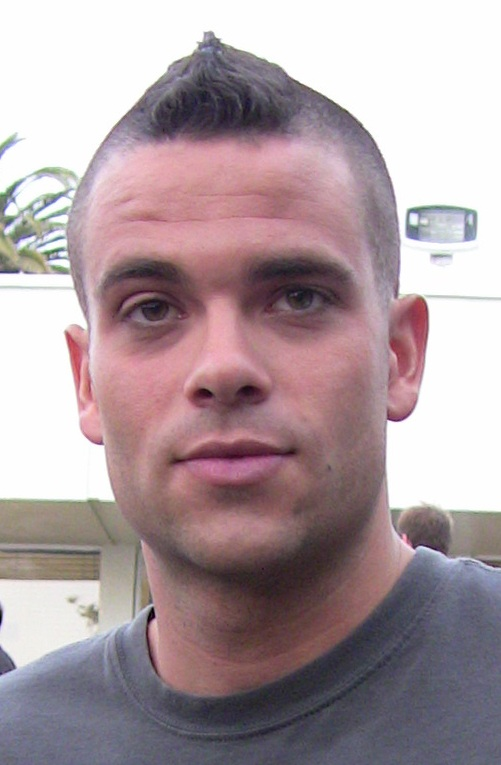
Mark Salling, ator e cantor estadunidense.

| Dia | Nome                        | Profissão ou motivo de reconhecimento     | Nacionalidade     | Ano de nasc. | Ref    |
| --- | --------------------------- | ----------------------------------------- | ----------------- | ------------ | ------ |
| 1   | Humberto Coutinho           | Político e médico                         | Brasil            | 1946         | [ 1 ]  |
| 2   | Armando Monteiro Filho      | Político e engenheiro                     | Brasil            | 1925         | [ 2 ]  |
| 2   | Guida Maria                 | Atriz                                     | Portugal          | 1950         | [ 3 ]  |
| 2   | Tareka                      | Atriz e escritora                         | Portugal          | 1927         | [ 4 ]  |
| 3   | Darci                       | Futebolista                               | Brasil            | 1968         | [ 5 ]  |
| 3   | Heriberto Hermes            | Bispo                                     | Estados Unidos    | 1933         | [ 6 ]  |
| 3   | Leon “Ndugu” Chancler       | Baterista                                 | Estados Unidos    | 1952         | [ 7 ]  |
| 5   | Münir Özkul                 | Ator                                      | Turquia           | 1925         | [ 8 ]  |
| 5   | Carlos Heitor Cony          | Jornalista e escritor                     | Brasil            | 1926         | [ 9 ]  |
| 5   | Jerry Van Dyke              | Ator                                      | Estados Unidos    | 1931         | [ 10 ] |
| 6   | John Young                  | Astronauta                                | Estados Unidos    | 1930         | [ 11 ] |
| 6   | Horace Ashenfelter          | Atleta                                    | Estados Unidos    | 1923         | [ 12 ] |
| 6   | Chris Tsangarides           | Produtor                                  | Reino Unido       | 1956         | [ 13 ] |
| 6   | Thomas Bopp                 | Astrônomo                                 | Estados Unidos    | 1949         | [ 14 ] |
| 6   | Remídio José Bohn           | Bispo católico                            | Brasil            | 1950         | [ 15 ] |
| 6   | Dave Toschi                 | Inspetor                                  | Estados Unidos    | 1931         | [ 16 ] |
| 7   | France Gall                 | Cantora                                   | França            | 1947         | [ 17 ] |
| 8   | George Maxwell Richards     | Político e engenheiro químico             | Trinidad e Tobago | 1931         | [ 18 ] |
| 8   | Rui Pena                    | Advogado e político                       | Portugal          | 1939         | [ 19 ] |
| 8   | Juan Carlos García          | Futebolista                               | Honduras          | 1988         | [ 20 ] |
| 8   | Antonio Munguía             | Futebolista                               | México            | 1942         | [ 21 ] |
| 8   | Henrique César              | Ator                                      | Brasil            | 1933         | [ 22 ] |
| 8   | Frank Kreith                | Engenheiro mecânico                       | Estados Unidos    | 1922         | [ 23 ] |
| 9   | Mario Perniola              | Filósofo                                  | Itália            | 1941         | [ 24 ] |
| 9   | Tommy Lawrence              | Futebolista                               | Reino Unido       | 1940         | [ 25 ] |
| 9   | Robert Minlos               | Matemático                                | Rússia            | 1931         | [ 26 ] |
| 9   | Terence Marsh               | Diretor de arte                           | Reino Unido       | 1931         | [ 27 ] |
| 10  | Blaze Bernstein             | Estudante assassinado                     | Estados Unidos    | 1998         | [ 28 ] |
| 11  | Ruy Faria                   | Cantor                                    | Brasil            | 1937         | [ 29 ] |
| 12  | Jean-Louis Koszul           | Matemático                                | França            | 1921         | [ 30 ] |
| 13  | Mohammed Hazzaz             | Futebolista                               | Marrocos          | 1944         | [ 31 ] |
| 14  | Dan Gurney                  | Automobilista                             | Estados Unidos    | 1931         | [ 32 ] |
| 14  | Cyrille Regis               | Futebolista                               | Reino Unido       | 1958         | [ 33 ] |
| 15  | Dolores O'Riordan           | Vocalista do The Cranberries e D.A.R.K.   | Irlanda           | 1971         | [ 34 ] |
| 15  | Edwin Hawkins               | Cantor                                    | Estados Unidos    | 1943         | [ 35 ] |
| 15  | Mathilde Krim               | Pesquisadora médica                       | Itália            | 1926         | [ 36 ] |
| 15  | Óscar Alberto Pérez         | Ator e ativista                           | Venezuela         | 1981         | [ 37 ] |
| 16  | Madalena Iglésias           | Cantora                                   | Portugal          | 1939         | [ 38 ] |
| 16  | Willi Melliger              | Ginete olímpico                           | Suíça             | 1953         | [ 39 ] |
| 16  | Carlos Tinoco Ribeiro Gomes | General e ex-ministro                     | Brasil            | 1928         | [ 40 ] |
| 16  | John Spellman               | Político                                  | Estados Unidos    | 1926         | [ 41 ] |
| 16  | Jo Jo White                 | Jogador de basquetebol                    | Estados Unidos    | 1946         | [ 42 ] |
| 16  | Bradford Dillman            | Ator                                      | Estados Unidos    | 1930         | [ 43 ] |
| 16  | Dave Holland                | Baterista                                 | Reino Unido       | 1948         | [ 44 ] |
| 17  | Simon Shelton               | Ator                                      | Reino Unido       | 1966         | [ 45 ] |
| 18  | Flávio Henrique             | Cantor, compositor, tecladista e pianista | Brasil            | 1968         | [ 46 ] |
| 19  | Célio de Oliveira Goulart   | Bispo                                     | Brasil            | 1944         | [ 47 ] |
| 19  | Dorothy Malone              | Atriz                                     | Estados Unidos    | 1925         | [ 48 ] |
| 20  | Paul Bocuse                 | Chef de cozinha                           | França            | 1926         | [ 49 ] |
| 20  | Luís Augusto Gouveia        | Cartunista                                | Brasil            | 1971         | [ 50 ] |
| 21  | Philippe Gondet             | Futebolista                               | França            | 1942         | [ 51 ] |
| 21  | Yves Afonso                 | Ator                                      | França            | 1944         | [ 52 ] |
| 22  | Jimmy Armfield              | Futebolista e treinador                   | Reino Unido       | 1935         | [ 53 ] |
| 21  | Desireé Vignolli            | Atriz                                     | Brasil            | 1965         | [ 54 ] |
| 21  | Connie Sawyer               | Atriz                                     | Estados Unidos    | 1912         | [ 55 ] |
| 22  | Ursula K. Le Guin           | Escritora                                 | Estados Unidos    | 1929         | [ 56 ] |
| 23  | Hugh Masekela               | Músico                                    | África do Sul     | 1939         | [ 57 ] |
| 23  | Nicanor Parra               | Poeta                                     | Chile             | 1914         | [ 58 ] |
| 23  | Altair Guidi                | Político                                  | Brasil            | 1937         | [ 59 ] |
| 23  | Germana Tânger              | Atriz                                     | Portugal          | 1920         | [ 60 ] |
| 24  | Mark E. Smith               | Cantor                                    | Reino Unido       | 1957         | [ 61 ] |
| 25  | Claribel Alegría            | Poeta                                     | Nicarágua         | 1924         | [ 62 ] |
| 26  | Hiromu Nonaka               | Político                                  | Japão             | 1925         | [ 63 ] |
| 27  | Mort Walker                 | Cartunista                                | Estados Unidos    | 1923         | [ 64 ] |
| 27  | Edmundo Pedro               | Político                                  | Portugal          | 1918         | [ 65 ] |
| 27  | Ingvar Kamprad              | Empresário                                | Suécia            | 1926         | [ 66 ] |
| 27  | Sandra Mattera              | Atriz, modelo e dançarina                 | Brasil            | 1951         | [ 67 ] |
| 27  | Göran Nicklasson            | Futebolista                               | Suécia            | 1942         | [ 68 ] |
| 28  | Antonio Agostinho Marochi   | Bispo                                     | Brasil            | 1925         | [ 69 ] |
| 28  | Gene Sharp                  | Professor                                 | Estados Unidos    | 1928         | [ 70 ] |
| 29  | Francisco Núñez Olivera     | Supercentenário                           | Espanha           | 1904         | [ 71 ] |
| 30  | Mark Salling                | Ator e cantor                             | Estados Unidos    | 1982         | [ 72 ] |
| 30  | Louis Zorich                | Ator                                      | Estados Unidos    | 1924         | [ 73 ] |
| 31  | Azeglio Vicini              | Futebolista e treinador                   | Itália            | 1933         | [ 74 ] |
| 31  | Leonid Kadenyuk             | Cosmonauta                                | Ucrânia           | 1951         | [ 75 ] |
| 31  | Ann Gillis                  | Atriz                                     | Estados Unidos    | 1927         | [ 76 ] |